# Оскар ван Гінкель
Оскар Карл Ріхард ван Гінкель (нім. Oskar Karl Richard van Ginkel; 18 грудня 1882, Мюнхен, Німецька імперія — 14 листопада 1949, Воркута, РРФСР) — німецький офіцер, генерал-лейтенант вермахту.

## Біографія
14 липня 1902 року вступив в Баварську армію, служив в артилерії. Учасник Першої світової війни. Після демобілізації армії залишений в рейхсвері. З 1 січня 1937 року — інспектор поповнення в Мюнхені. 1 березня 1943 року відправлений в резерв ОКГ. 15 березня 1943 року відряджений в штаб командувача 583-ї тилової ділянки. З 18 квітня 1943 року — генерал для особливих доручень групи армій «Північ», відповідав за перевірку продовольства та інвентарю. З 26 червня 1943 року — командувач 583-ю тиловою ділянкою. З 5 березня 1945 року — командувач тиловою ділянкою 18-ї армії і, одночасно, комендант Північної Курляндії. 9 травня 1945 року взятий в полон радянськими військами. Помер в ув'язненні.

## Звання
- Фанен-юнкер (14 липня 1902)
- Фанен-юнкер-унтерофіцер (15 жовтня 1902)
- Фенріх (29 січня 1903)
- Лейтенант (28 жовтня 1904)
- Оберлейтенант (7 березня 1912)
- Гауптман (9 серпня 1915)
- Майор (1 лютого 1926)
- Оберстлейтенант (1 листопада 1930)
- Оберст (1 квітня 1933)
- Генерал-майор (1 квітня 1936)
- Генерал-лейтенант запасу (1 березня 1938)
- Генерал-лейтенант (1 лютого 1941)

## Нагороди
- Медаль принца-регента Луїтпольда (12 березня 1905)
- Залізний хрест
  - 2-го класу (21 жовтня 1914)
  - 1-го класу (3 вересня 1916)
- Орден «За військові заслуги» (Баварія)
  - 4-го класу з мечами (10 грудня 1914)
  - 4-го класу з мечами і короною
- Нагрудний знак «За поранення» в чорному
- Почесний хрест ветерана війни з мечами (15 грудня 1935)
- Медаль «За вислугу років у Вермахті»
  - 4-го, 3-го, 2-го і 1-го класу (25 років; 2 жовтня 1936) — отримав 4 нагороди одночасно.
  - особливого класу (40 років; 1939)
- Хрест Воєнних заслуг
  - 2-го класу з мечами (6 листопада 1940)
  - 1-го класу з мечами (3 січня 1942)
- Орден Заслуг (Угорщина), великий хрест (22 березня 1941)
- Застібка до Залізного хреста 2-го класу (18 травня 1944)
- Нарукавна стрічка «Курляндія»